# Urban Force
Urban Force è una crew di breaking fondata a Roma nel 1996 da Tim (Andrea Di Antonio) e Serio (Simone Festelli), da un’idea del pioniere dell’hip-hop italiano Massimo “Crash Kid” Colonna (1972-1997). Considerato uno dei gruppi più longevi e rappresentativi della scena italiana, la crew è protagonista di numerosi eventi artistici, formativi e culturali hip-hop di carattere nazionale e internazionale, contribuendo fra gli anni Novanta e Duemila alla diffusione e allo sviluppo della breaking in Italia. La crew è attualmente composta da: Ino, Maxxx, Nexus, Timon, Tim e Side.

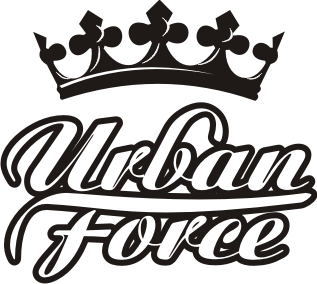
Logo Ufficiale "Urban Force"

## Biografia
Urban Force nasce nel 1996 da un'idea di Tim e Serio, allievi di uno dei pionieri del breaking italiano Crash Kid. All'interno del collettivo Rome Zoo, il gruppo diventa il rappresentante del breaking romano in Italia e all'estero. Nel corso degli anni vanta numerose collaborazioni con artisti come DJ Kool Herc, Tony Touch, Wu Tang Clan, De La Soul e si esibisce in occasione di manifestazioni ed eventi commerciali in tutta Italia come testimonial di Nike, Freddy e Red Bull. In televisione è ospite in numerose trasmissioni Rai, Mediaset, TMC, Canal Jimmy e Mtv dove appare inoltre nei videoclip di Almamegretta (Athena was black), Colle der Fomento (Il cielo su Roma), Giorgia (L'eternità) e Raf (Dimentica).
Dopo un primo periodo dedicato allo spettacolo, nel 2004 grazie ai membri della cosiddetta "seconda generazione" Urban Force torna alla ribalta della scena underground italiana ed europea. Nel 2007 a partire dalla vittoria dell'Unbreakable Jam (Napoli), Urban Force si impone come una delle crew più competitive d'Italia e d'Europa, vincendo o ottenendo posizioni di prestigio ai più importanti contest italiani ed europei come Hip Hop Connection, B-boy Event, Mc Hip Hop Contest, Battle of The Year, Circle Kingz, Floor Wars. A partire da questo stesso anno, la crew organizza annualmente il proprio "Anniversary", che diventa un evento di richiamo per la scena nazionale. In questi anni inoltre Urban Force compie numerosi viaggi formativi negli Stati Uniti dove, sotto la guida di Poe One, può migliorare e affinare il proprio stile caratteristico. Nel 2008, Urban Force vince Hip Hop Connection (R)Evolution e rappresenta l'Italia alla finale mondiale ad Atlanta nel dicembre 2009. Nel 2010 conquista inoltre la finale dell'Evolution Olanda ad Amsterdam.
Attualmente Urban Force svolge attività di insegnamento e promozione di eventi e i suoi membri sono regolarmente invitati in tutta Italia i qualità di giudici, danzatori professionisti e insegnanti. Nel 2015 è inserita all'interno dell'agenzia di spettacolo internazionale "Scarlett Entertainment" e prende parte al documentario Il Cerchio prodotto da Red Bull che racconta le origini e lo sviluppo del breaking italiano.

## Membri di Urban Force

### I Generazione (1996-2005)
- Tim (Andrea Di Antonio)
- Serio (Simone Festelli)
- Naish
- Pitty
- Foglia
- Buzz

### II Generazione (2005-2008)
- Braccyu
- Pumba
- Nexus (Giuseppe Gatti)
- Timon (Ivan Scopino)
- Trauma
- Ino (Marco Angeli)
- Spina

### III Generazione (2008-ad oggi)
- Goofmaxx (Gianmarco Palermo)
- Dibba
- Jeky
- Baggins
- Loco
- Side (Matteo Le rose)
- Kulebra

## Ex-Membri
Qui di seguito la lista dei b-boys che hanno fatto parte di Urban Force crew:
- Serio (Roma)
- Shea 99 (Roma)
- Foglia (Bologna)
- Buzz (Firenze)
- B-girl Pitty (Roma)
- Braccyu (Terni)
- Spina (Roma)
- Baggins (Roma)
- Dibba (Albano Laziale)
- Jeky (Anzio)
- Pumba (Roma)
- Trauma (Roma)
- Loco (Roma)
- Kulebra

## Partecipazioni
Urban Force viene invitata a rappresentare Roma in molte convention e Jam Hip Hop in diverse parti d'Italia (La Spezia, Perugia, Milano, Ancona, Torino, Napoli, Latina, Bologna, Rimini, Messina, Venezia, Termoli, Castel Madama, Cesena, Cesenatico, Lerici, Cervia, Riccione, Prato, Padova e Vicenza). Partecipa ad eventi internazionali come il "True school party" in Svizzera, il "Back to Mecca" e il "Rock Steady Anniversary" (2007) a New York. Sempre nella loro città vengono invitati agli eventi hip-hop di maggior rilievo tra i quali il concerto di Tony Touch, dei Wu Tang Clan, di DJ Kool Herc e di De La Soul. Inoltre vengono contattati dalla “Freddy” per il catalogo collezione autunno-inverno. Come membri del Rome Zoo, sono stati elementi importanti nell'organizzazione di diversi eventi, dove si sono inoltre esibiti accanto ad artisti come Deda, Kaos, Sean, Gente Guasta, Kid Head, Dj Ice One, Dj Style e molti altri.

## Letteratura
Dalla primavera del 1999, hanno curato lo spazio dedicato al breaking sul mensile BIZ. Interviste al gruppo compaiono sulle riviste AL Magazine (2000, n. 43), Groove Magazine (2007, n. 33 e 35) e Moodmagazine (2009, n. 1 con un'intervista a Nexus). Le origini del gruppo sono ricostruite nel volume Hip Hop Sangue e oro (Patané, 2000), mentre in Stradario hip-hop (Nexus, 2020) l'autore racconta in prima persona la storia della seconda generazione, ricostruendo inoltre la biografia di Crash Kid.

## Showcasee spettacoli
Riuscendo ad integrare l'istinto e la creatività del b-boy con la visione più complessa e ragionata di una coreografia, sono arrivati a creare degli showcase, così da esibirsi al Museo di Arti Popolari in un incontro organizzato dal Prof. De Angelis, al Gran Galà dell'Aerobica, presso il Teatro Parioli di Roma, in vari Festival del Fitness, a Match Music TV e alla più grande rassegna di Danze Urbane tenutasi a Lione (Francia) e organizzata dalla Fondazione Roma - Europa.

### Eventi a cui ha partecipato Urban Force
- Al Palazzo delle Esposizioni di Roma, ballando sulla musica del gruppo "Bruto Pop"
- "Mad in Rap" (Palermo);
- Collaborazioni con diverse palestre, tra cui Mondo Fitness al Foro Italico (Roma)
- Hip Hop Jam (Prato);
- Big Payback Jam (Lucerna, Svizzera);
- Mission Impossible (Messina);
- Neuchatel (Svizzera);
- Touch Down (Genova);
- Hip Hop Party (Roma);
- Around the Clock (La Spezia);
- Festa della Musica (Montecatini);
- Capalbio per la prima del film 8 Miles di Eminem;
- Arezzo Wave con il resto del gruppo Rome Zoo, all'interno di “Arezzo Street Wave “;
- Red Bull party (Stazione Termini, Roma);
- Festival del fitness di Rimini “ ballerini sul palco “Fuerteventura “;
- Roma Hip Hop Parade: esibizioni nelle varie periferie romane per la presentazione dell'evento;
- Hip Hop e dintorni, mostra allestita alla staz.Termini (Roma);
- teatro Don Orione(Roma);
- Nike Freestyle face off - giornata iniziale con Gran Master Flash e finale del Nike
- Tour sulla cultura di strada (Roma);
- Festa della cultura ed arte(Nuoro);
- teatro Nestor (Frosinone);
- Shiling per il marchio YELL (Ostia);
- Spettacolo per il marchio BUG a Terracina;
- Partecipazione al Teatro Don Bosco per lo spettacolo Passo Primo;
- Presentazione nuova Renault Clio;
- Partecipazione al Teatro Don Orione per lo spettacolo “Girls vs Boys”;
- Ospiti al Teatro Adriano di Porto Recanati per i ragazzi della parrocchia;

### Spettacoli
- Urban Circus - in occasione del XV Sinergy meeting all'Auditorium Parco della Musica (2015);
- Legion of Knowledge - per l'ass. Roma Europa nell'ambito della rassegna Roma Hip Hop Festival (2007);
- Eroi Urbani (anteprima) - Latina, Nevi, Roma - 2008.

## Videoclip e film
Partecipano in qualità di ballerini nei videos: “Athena Was Black” degli Almamegretta, Vita e Il Cielo su Roma dei Colle der Fomento e nel video di Sparo. Sempre come breaker, sono chiamati alla realizzazione del film Il Segreto del Giaguaro, dove danzano al fianco del rapper americano Kurtis Blow, nel concerto che egli stesso tiene nella scena principale del film. Nel 2003 performano nel videoclip L'eternità di Giorgia, curato dal coreografo Luca Tomassini e nel 2006 in Dimentica di Raf. Nel 2008 partecipano alla realizzazione del cortometraggio Questione di Attitudine (in concorso al festival Umbriametraggi) e del corto teatrale Uscendo dal cinema (Festival Corrispondenze) entrambi diretti da Nexus (Giuseppe Gatti). Nel 2009 appaiono come gruppo di ballo nel film per il cinema Balla con Noi (Bomoll, 2011) e nel documentario Il Cerchio (2015).

## Televisione
Negli anni Novanta gli Urban Force si sono esibiti in trasmissioni televisive che hanno diffuso la conoscenza del breaking in Italia fra cui “Uno Mattina “ su Rai Uno, “ Tribù" su TMC , "Lion Trophy Show" su TMC2 dove raccontano la loro storia e si esibiscono, oltre a una storica puntata de "l'Italia in diretta" presso il Circolo degli Artisti su Rai Due, Nello stesso periodo partecipano ad alcune pubblicità progresso per il divieto della vendita dell'alcol ai minori, e vengono in seguito chiamati su “Canal Jimmy“ programma di Tele + per presentare i nuovi gruppi del breaking romano all'interno dello speciale sul concerto dei Wu Tang Clan. Vengono inoltre chiamati a ballare nella trasmissione condotta da Gianni Morandi (2003), interagendo col corpo di ballo di Lorella Cuccarini. Inviati poi, come rappresentanti internazionali per due volte, negli studi Di Broadway-La Favette sulla prima rete televisiva hip hop in onda su internet :www.88HIPHOP.com
MTV ballano nel corso dello special Nike “Freestyle face off”.

## Battle
- Tribal Hip Hop Connection 4 – Pesaro, Agosto 2004;
- Bboy Event (sesti classificati) – Bologna, Settembre 2004 ;
- Breakdance Contest (finalisti) - Tivoli Ottobre 2004;
- Check The Style 2 (3º posto) – L'Aquila, novembre 2004;
- Born to the Floor (quarti di finale) – Fano, Aprile 2005;
- Hip Hop Connection 5  - Pesaro, Agosto 2005;
- Floor Maniacs 3 (quarti di finale) – Ancona, Novembre 2005;
- Check the Style 3 (finalisti) –  L'Aquila, Dicembre 2005;
- Trofeo JTB (2º posto) – Roma, 16 marzo 2006;
- Born to the Floor – Fano, Aprile 2006;
- Freestyle Session (quarti di finale) – Rimini, Luglio 2006;
- Hip Hop Connection 6 – Pesaro, Agosto 2006;
- Naples Style Session (vincitori) – Napoli, 10 gennaio 2007;
- Unbreakable 3ks (vincitori) – Napoli, 10 marzo 2007;

- Rock The Dragon (vincitori) – Mantova, 25 marzo 2007;
- Step by Step (vincitori) – Pescara, Aprile 2007;
- Born to the Floor (semifinale) – Fano, 29 aprile 2007;
- Kings of Breaks (vincitori) – Ostia, 13 maggio 2007;
- Groove Cup – Roma, 29 giugno 2007;
- Hope Anniversary – Los Angeles, Agosto 2007;
- Danger Room IV – Los Angeles, Agosto 2007;
- Freestyle Session 10th Anniversary – Los Angeles, 25 agosto 2007;
- Next Stop Termini – Roma, Ottobre 2007;
- Extreme Cruisin (finalisti) – Jesolo, 3 gennaio 2008;
- Mistic Challenge (Vincitori) – Roma, 30 marzo 2008;
- Breaking for Fun (Semifinalisti) - Benevento, 13 luglio 2008;
- Italian B-boy Cup (finalisti) - Bisceglie (BA), 26 luglio 2008;
- B Boy Event (finalisti) - Bologna, 13 settembre 2008;
- Hip Hop Connection (R)Evolution (Vincitori) - Roma, 13 dicembre 2008.
- Evolution Holland (finalisti) - Amsterdam, Giugno 2010.
- Bboy Event (Vincitori) - Roma, Settembre 2010.
- Floor Wars Roma (Vincitori) - Roma, 5 gennaio 2013.
- Hip Hop Connection SUMMER (Vincitori) - Riccione, 27 luglio 2013.
- "Raw Muzzlez Anniversary" (Vincitori) - Roma, Ponte della Musica, 2014.